# These Little Things
These Little Things ist die erste EP des britischen Musikers Nik Kershaw. Es erschien im Juni 2020 als Vorbote auf sein neuntes Studioalbum Oxymoron.

## Entstehungsgeschichte
Die EP ist aufgrund der Einschränkungen der Corona-Pandemie entstanden. Kershaws neuntes Studioalbum Oxmoron war bereits fertig zur Veröffentlichung, physische Kopien in Form von CD und LP konnten allerdings noch nicht gefertigt werden, weshalb das Veröffentlichungsdatum ungewiss war. Als Vorbote auf das Album, wurden sechs Titel daraus als Teil dieser EP veröffentlicht.

## Titelliste
1. The Chosen Ones – 03:59
2. The Wind Will Blow – 03:34
3. These Little Things – 05:09
4. The Best I Can – 04:30
5. I Do Believe – 04:15
6. Little Star – 03:30

## Musikvideos
Zu The Wind Will Blow machte Kershaw ein eigenes Video in seinem Studio, was den Fokus der EP auf diesen Song legt.